# Doble Bragado de 2024
La 87.ª edición de la Doble Bragado se disputó del 25 al 28 de abril de 2024, constó de cinco etapas de las cuales una estuvo dividida en doble fórmula con una contrarreloj individual a la mañana y una etapa en circuito por la tarde, el recorrido general tuvo una distancia total acumulada de 458,5 kilómetros.
El ganador de la carrera fue Omar Azzem del equipo Pueblos y Campos, fue escoltado en el podio por Octavio Salmón y Enrique Estévez ambos del equipo Giant.

## Etapas
| Etapa | Fecha       | Recorrido             | km  | Ganador          | Líder            |
| 1.ª   | 25 de abril | Bragado - Bragado     | 152 | Pablo Anchieri   | Pablo Anchieri   |
| 2.ª   | 26 de abril | Bragado - Saladillo   | 114 | Elbio Alborzen   | Elbio Alborzen   |
| 3.ª   | 27 de abril | Bragado (CRI)         | 7,5 | Valentín Rosello | Valentín Rosello |
| 4.ª   | 27 de abril | Circuito en Bragado   | 85  | Isaías Abu       | Valentín Rosello |
| 5.ª   | 28 de abril | Circuito en Chivilcoy | 102 | Omar Salim Azzem | Omar Salim Azzem |

## Clasificación final
| Posición | Equipo                  | Ciclista                               | Tiempo    |
| -------- | ----------------------- | -------------------------------------- | --------- |
|          | Omar Salim Azzem        | Pueblos y Campos                       | 9 50' 35" |
| 2        | Octavio Salmón          | Giant                                  | + 10"     |
| 3        | Enrique Estévez         | Giant                                  | + 20"     |
| 4        | Emiliano Trozzi         | K.T.M                                  | + 22"     |
| 5        | Facundo Bazzi           | City Bikes Miami                       | + 25"     |
| 6        | Elbio Alborzen          | S.A.T                                  | + 41"     |
| 7        | Diego Gastón Valenzuela | S.A.T                                  | + 1' 02"  |
| 8        | Aníbal Andrés Borrajo   | Facturería El Pato-Ciudad de Chivilcoy | + 1' 13"  |
| 9        | Pablo Anchieri          | Boca de Cufré                          | + 1' 27"  |
| 10       | Agustín Martínez        | S.A.T                                  | + 1' 28"  |